# دنی باکسال
دنی باکسال (انگلیسی: Danny Boxall؛ زادهٔ ۲۴ اوت ۱۹۷۷) بازیکن فوتبال اهل بریتانیا است.
از باشگاه‌هایی که در آن بازی کرده‌است می‌توان به باشگاه فوتبال کریستال پالاس، باشگاه فوتبال اولدهام اتلتیک، باشگاه فوتبال وایتلیف، باشگاه فوتبال بریستول راورز، و باشگاه فوتبال برنتفورد اشاره کرد.
وی همچنین در تیم ملی فوتبال زیر ۲۱ سال جمهوری ایرلند بازی کرده‌است.